# Célula animal

Desenho de uma célula
'Organelas'
1 Nucléolo - armazena carga genética;
2 Envoltório nuclear - cromossomos do DNA;
3 Ribossomos - faz a síntese de proteínas;
4 Vesículas;
5 Ergastoplasma ou Retículo endoplasmático rugoso (RER) - transporte de substâncias (há ribossomos grudados nele);
6 Complexo de Golgi - empacotar, secretar, produzir substâncias;
7 Microtúbulos;
8 Retículo Endoplasmático Liso - transporte de proteínas;
9 Mitocôndrias - respiração celular e produção de energia;
10 Vacúolo - existem em célula animal,porém são muito maiores na célula vegetal, ajuda na digestão intracelular e armazenamento de substâncias;
11 Citoplasma;material gelatinoso que preenche o interior da célula. É rico em moléculas orgânicas e organelas, presente no interior das células e que circunda o núcleo
12 Lisossomos - digestão;Lisossomos são organelas presentes no citoplasma da grande maioria das células eucariontes
13 Centríolos - divisão celular.eles auxiliam na formação dos cílios e dos flagelos

A célula animal é uma célula eucariótica, ou seja, uma célula que apresenta o núcleo delimitado pela membrana nuclear (carioteca). Como todas as células eucarióticas, a célula animal é delimitada pela membrana plasmática. Possui organelas citoplasmáticas como o ribossomo, responsável pela síntese proteica; o lisossomo, que atua na digestão; as mitocôndrias, que participam da produção de energia e respiração celular; entre outros.
A palavra célula (que vem da palavra cella, que significa "pequena cavidade") foi usada pela primeira vez em 1665, pelo inglês Robert Hooke (1635-1703). Com um microscópio rudimentar, ele observou pedaços de cortiça, e percebeu que esta era formada por compartimentos vazios que ele chamou de células.
Matthias Schleiden e Theodor Schwann, após muitos anos de observações, propuseram a teoria celular. Essa teoria afirma que todo ser vivo é formado por células. Em 1855, o pesquisador alemão Rudholph Virchow deu um passo adiante, afirmando que todas as células surgem de outras células preexistentes.
Na célula animal não há celulose nas suas paredes nem clorofila no seu interior, diferentes da célula vegetal. Ou seja é uma célula sem cloroplastos.
Outros componentes celulares:
- Cílios e flagelos
- Cromossomas